# Arisaema iyoanum
Arisaema iyoanum là một loài thực vật có hoa trong họ Ráy (Araceae). Loài này được Makino mô tả khoa học đầu tiên năm 1932.

## Hình ảnh

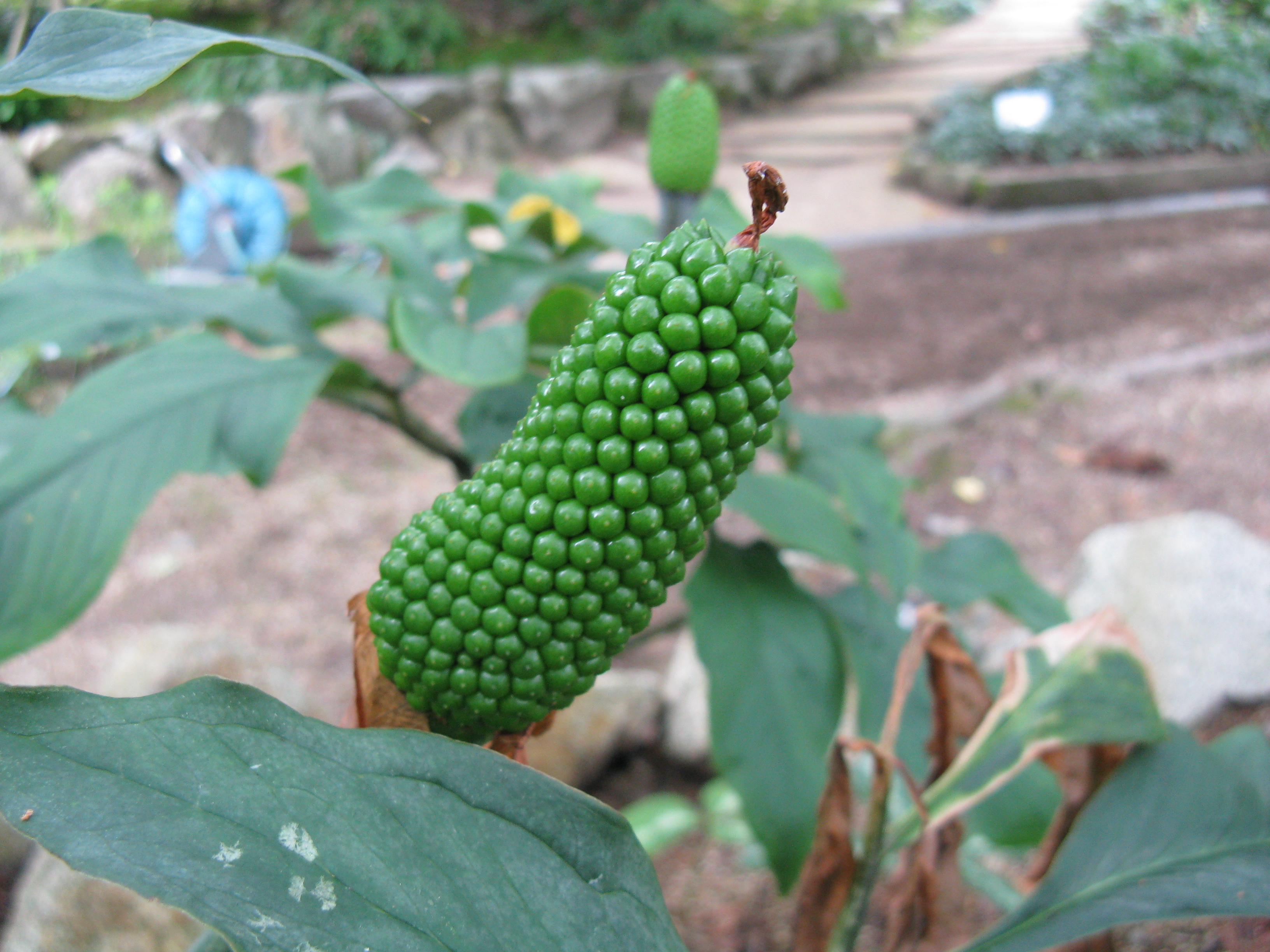